# Eriborus eariasi
Eriborus eariasi là một loài tò vò trong họ Ichneumonidae.